# Erik Betts
Erik Betts est un acteur américain né le 22 novembre 1967 à Boston, Massachusetts (États-Unis).

## Filmographie
- 1992 : Shootfighter: Fight to the Death : Wong
- 1995 : Basketball Diaries (The Basketball Diaries) de Scott Kalvert : Drug Dealer #1
- 1996 : Agent zéro zéro (Spy Hard) de Rick Friedberg : Henchman
- 1997 : The Good Life d'Alan Mehrez : Charles
- 1997 : Savate d'Isaac Florentine : le combattant brésilien
- 1999 : Lone Tiger : Crash
- 2002 : Les Aventures de Mister Deeds (Mr. Deeds) de Steven Brill : Cab Driver
- 2003 : En sursis (Cradle 2 the Grave) d'Andrzej Bartkowiak : African Financial Consultant
- 2003 : Bronx à Bel Air (Bringing Down the House) d'Adam Shankman : House Guest #4
- 2004 : Torque, la route s'enflamme (Torque) de Joseph Kahn : Club Biker #9
- 2005 : Double Riposte (Today You Die) de Don E. FauntLeRoy : Max Bodyguard
- 2005 : House of the Dead 2 (TV) de Michael Hurst : Football player / Zombie
- 2005 : Black Dawn (vidéo) d'Alexander Gruszynski : Henchmen #3
- 2006 : 18 Fingers of Death! (vidéo) de James Lew (en) : Tyrone
- 2010 : Légion de Scott Charles Stewart : Démon